# 乌利奇人
烏利奇人，是一個8-10世纪生活在比薩拉比亞、布格河、第聶伯河下游和黑海北岸的早期東斯拉夫人部落。他們部落名解角落。
他們為保持獨立曾長期與基輔羅斯鬥爭，直到一位基輔將領Sveneld在940年攻陷部落首都Peresechen，直到十世纪中開始向他纳貢，最後一次提到該部落是970年。